# Frank belgijski
Frank belgijski – waluta używana w Belgii w latach 1832–2002. Dzieliła się na 100 centymów.
Została zastąpiona przez euro. Kurs wymiany wynosił 1 euro – 40,3399 franków.
W obiegu znajdowały się: 
- monety o nominałach: 50 centymów oraz 1, 5, 10, 20 i 50 franków
- banknoty o nominałach: 100, 200, 500, 1000, 2000 i 10000 franków.

## Banknoty
| Seria 1994–1998                           | Seria 1994–1998                         | Value     | Wymiary (mm) | Motyw            | Motyw         | Seria |
| Obverse                                   | Reverse                                 | Value     | Wymiary (mm) | Awers            | Rewers        | Seria |
| ----------------------------------------- | --------------------------------------- | --------- | ------------ | ---------------- | ------------- | ----- |
| 100 Francs (1995-2001) - Vorderseite      | 100 Francs (1995–2001) - Rückseite      | 100 BEF   | 139 × 76     | James Ensor      | Ostend        | 1995  |
| 200 belgische Francs (1995) - Vorderseite | 200 belgische Francs (1995) - Rückseite | 200 BEF   | 144 × 76     | Adolphe Sax      | Dinant        | 1996  |
| 500 Francs (1998) - Vorderseite           | 500 Francs (1998) - Rückseite           | 500 BEF   | 149 × 76     | René Magritte    | Surrealizm    | 1998  |
| 1.000 Francs (1997) - Vorderseite         | 1.000 Francs (1997) - Rückseite         | 1000 BEF  | 154 × 76     | Constant Permeke | Ekspresjonizm | 1997  |
| 2.000 Francs (1994-2001) - Vorderseite    | 2000 Francs (1994–2001) - Rückseite     | 2000 BEF  | 159 × 76     | Victor Horta     | Art Nouveau   | 1994  |
| 10.000 Francs (1997) - Vorderseite        | 10.000 Francs (1997) - Rückseite        | 10000 BEF | 164 × 76     | Albert II, Paola | Laeken        | 1997  |